# Panglima Raja
Panglima Raja is een bestuurslaag in het regentschap Indragiri Hilir van de provincie Riau, Indonesië. Panglima Raja telt 2928 inwoners (volkstelling 2010).